# 亞平寧半島鱒
亞平寧半島鱒，為輻鰭魚綱鮭形目鮭科的一種，為溫帶淡水魚，分佈於歐洲義大利、斯洛維尼亞、瑞士間的亞平寧山脈的淡水流域，體長可達80公分，棲息在水流快速、清澈的山地溪流底中層水域，以水生昆蟲、無脊椎動物為食，生活習性不明。